# Hakandi, Hadagalli
Hakandi là một làng thuộc tehsil Hadagalli, huyện Bellary, bang Karnataka, Ấn Độ.